# Adolphe Lalyre
Adolphe Lalyre (* 1. Oktober 1848 in Rouvres-en-Woëvre, Département Meuse; † 23. Januar 1933 in Courbevoie, Département Hauts-de-Seine) war ein französischer Maler. Gelegentlich variiert die Schreibweise zu La Lyre oder Lalire.

## Leben
Lalyre stammt aus einer Handwerkerfamilie: sein Vater war Hufschmied, seine Mutter Näherin. Bereits nach kurzer Schulzeit in seiner Heimatstadt sandte man ihn an die Académie de Nancy, um seine künstlerische Begabung zu fördern. Mit der Unterstützung seiner Lehrer dort konnte er 1866 nach Verdun (Département Meuse) wechseln, um Architektur zu studieren.
Nach dem Deutsch-Französischen Krieg verließ die Familie Lalyre Lothringen und ließ sich in Paris nieder. 1872 begann Lalyre dort an der École speciale des dessins et mathematiques (5. Arrondissement) Kunst zu studieren. Zwei Jahre später wurde er als „Jahrgangsbester“ ausgezeichnet. 1875 konnte er an die École des Beaux-Arts (6. Arrondissement) wechseln. Seine Lehrer wurde dabei William Adolphe Bouguereau, Pierre Puvis de Chavannes und Jean-Jacques Henner.
Bald schon wurde Lalyre von der Société des Artistes Français eingeladen, an ihren großen Jahresausstellungen teilzunehmen, und von 1876 an konnte er bis 1929 jedes Jahr dort seine Bilder zeigen. Auch auf den Weltausstellungen in Paris 1889 und 1900 war Lalyre unter den Ausstellern.
Am 11. August 1886 heiratete Lalyre in Paris Marthe Lévesques (1865–1952), eine frühere Schülerin von ihm. 1897 verließ Lalyre Paris und ließ sich in Courbevoie nieder. Am „Boulevard Saint-Denis“ bezog er ein stattliches Haus mit einem großen Atelier. Am 23. Januar 1933 starb Lalyre in Courbevoie und fand seine letzte Ruhestätte auf dem Cimetière de Montmartre (Div. 1).

## Ehrungen
- 10. Oktober 1926 Ritter der Ehrenlegion
- Die Rue Adolphe Lalyre in Courbevoie wurde ihm zu Ehren benannt
- Die Rue  Adolphe Lalyre in Carteret wurde ihm zu Ehren benannt

## Werke (Auswahl)
Ölbilder
- Naïade et dauphin dans la vague.
- Jeunes femmes près de l’église Saint-Germain à Carteret.
- Baigneuse sous les rochers du Grand Fort à Carteret.
- Le „château des sirènes“.
- Sainte Cécile martyre.
- Sainte Geneviève.
- Les horreurs de la guerre.
- Les sirénes visitées par les muses.
- Fort de la Hogue.
- Fleurs de France.

Bücher
- Le nu féminin. Á travers les âges chez tous les peuples. Guérinet, Paris 1910.